# The Engineer's Thumb
Pour plus de détails, voir Fiche technique et Distribution.
The Engineer's Thumb est un film britannique réalisé par George Ridgwell, sorti en 1923.

## Synopsis
Sherlock Holmes va découvrir les causes de l'agression subie par Hatcherley, un ingénieur en hydraulique.

## Fiche technique
- Titre original : The Engineer's Thumb
- Réalisation : George Ridgwell
- Scénario : Geoffrey H. Malins, P.L. Mannock, d'après la nouvelle Le Pouce de l'ingénieur  d'Arthur Conan Doyle
- Direction artistique : Walter W. Murton
- Photographie : Alfred H. Moise
- Montage : Challis N. Sanderson
- Société de production : Stoll Picture Productions
- Société de distribution : Stoll Picture Productions
- Pays d'origine :  Royaume-Uni
- Langue originale : anglais
- Format : noir et blanc — 35 mm — 1,37:1 — Film muet
- Genre : Film policier
- Date de sortie :
  - Royaume-Uni : mars 1923

## Distribution
- Eille Norwood : Sherlock Holmes
- Hubert Willis : Docteur Watson
- Bertram Burleigh : Hatcherley
- Ward McAllister : Ferguson
- Mercy Hatton : la jeune fille
- Tom Beaumont
- Henry Latimer